# Галс-оттяжка

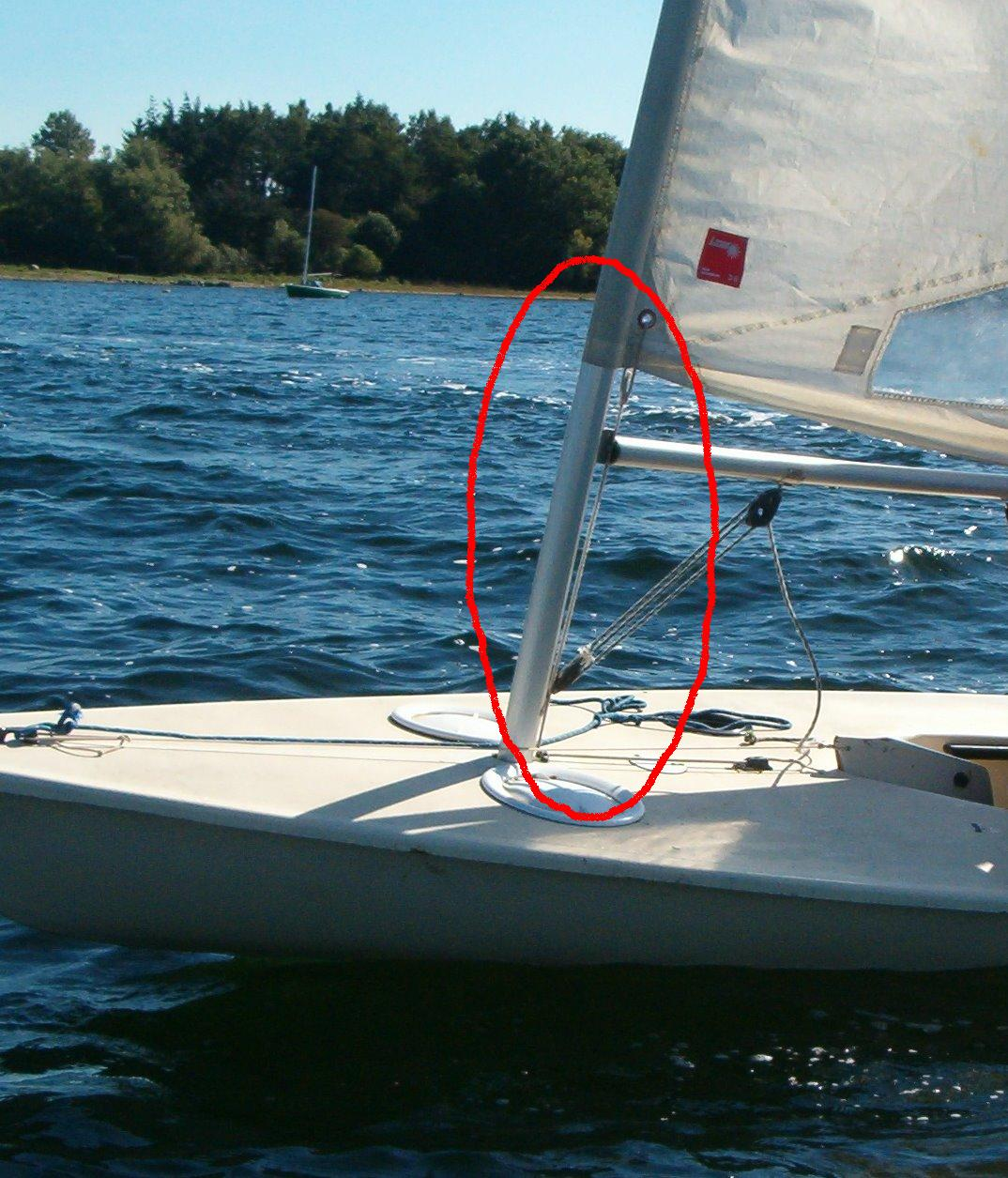
Галс-оттяжка конструкции Каннингхэма

Галс-оття́жка (ист. галс от нидерл. hals — «шея») — снасть, которая удерживает нижний (галсовый) угол передней шкаторины косого паруса. Термин произошёл, предположительно, от крепления паруса к шейке мачты, которое распространено на малых парусниках в Нидерландах, начиная с XIV века. Современные галс-оттяжки могут быть как регулируемыми, так и нерегулируемыми. Как правило, основывают на пятке гика. Один из видов регулируемой оттяжки носит название «оттяжка Каннингхэма» (англ. Cunningham).